# Petr Klíma
Petr Klíma (Chomutov, Checoslovaquia; 23 de diciembre de 1964 – Chomutov, República Checa; 4 de mayo de 2023) fue un jugador de hockey sobre hielo de la República Checa que jugó en la posición de winger con cinco equipos en 15 temporadas en la NHL y dos temporadas en la Extraliga Checa.

## Carrera
Fue elegido en la posición 86 del Draft de 1983 de la NHL por los Detroit Red Wings mientras era jugador CHZ Litvinov de Checoslovaquia, equipo al que llegaría dos años después luego de permanecer con el ASD Dukla Jihlava lo vieron como una estrella para su equipo y no lo iban a dejar ir las autoridades checoslovacas. Fue el primer jugador de Checoslovaquia en jugar en la NHL en un equipo de Estados Unidos ya que los equipos de Canadá ya sabían lo que era tener jugadores checoslovacos.
Jugaría cuatro temporadas con los Detroit Red Wings, donde tuvo problemas disciplinarios relacionados con su problema de alcoholismo. En 1989 sería traspasado a los Edmonton Oilers junto a Joe Murphy, Adam Graves y Jeff Sharples por Jimmy Carson, Kevin McClelland y una elección de quinta ronda del Draft de 1991, donde anotaría un gol en el juego 1 de que sería la Copa Stanley más larga en la historia de la NHL en la que vencerían a los Boston Bruins.
Permaneció con los Oilers hasta 1993 cuando pasó a jugar con el Tampa Bay Lightning por tres años para luego pasar por varios equipos y un regreso a los Edmonton Oilers en 1996. Se retiraría de la NHL en 1999 con los Detroit Red Wings para jugar dos años con el HC Chemopetrol de República Checa y retirarse en 2003 como capitán del equipo.
Con selección nacional representó a Checoslovaquia en la Copa Canadá de 1984, donde jugó cinco partidos, anotó dos goles y dio una asistencia, además de anotar cuatro penales. A nivel junior jugó 19 partidos con Checoslovaquia.

## Vida personal
Sus hijos gemelos Kelly y Kevin también juegan hockey sobre hielo, y Kelly ha sido seleccionado de República Checa.

## Estadísticas

### Regular season and playoffs
| 1981–82   | TJ CHZ Litvínov       | CSSR      | 18  | 7   | 3   | 10  | 8   | —  | —  | —  | —  | —  |
| 1982–83   | TJ CHZ Litvínov       | CSSR      | 44  | 19  | 17  | 36  | 74  | —  | —  | —  | —  | —  |
| 1983–84   | ASD Dukla Jihlava     | CSSR      | 41  | 20  | 16  | 36  | 46  | —  | —  | —  | —  | —  |
| 1984–85   | ASD Dukla Jihlava     | CSSR      | 35  | 23  | 22  | 45  | 76  | —  | —  | —  | —  | —  |
| 1985–86   | Detroit Red Wings     | NHL       | 74  | 32  | 24  | 56  | 16  | —  | —  | —  | —  | —  |
| 1986–87   | Detroit Red Wings     | NHL       | 77  | 30  | 23  | 53  | 42  | 13 | 1  | 2  | 3  | 4  |
| 1987–88   | Detroit Red Wings     | NHL       | 78  | 37  | 25  | 62  | 46  | 12 | 10 | 8  | 18 | 10 |
| 1988–89   | Adirondack Red Wings  | AHL       | 5   | 5   | 1   | 6   | 4   | —  | —  | —  | —  | —  |
| 1988–89   | Detroit Red Wings     | NHL       | 51  | 25  | 16  | 41  | 44  | 6  | 2  | 4  | 6  | 19 |
| 1989–90   | Detroit Red Wings     | NHL       | 13  | 5   | 5   | 10  | 6   | —  | —  | —  | —  | —  |
| 1989–90   | Edmonton Oilers       | NHL       | 63  | 25  | 28  | 53  | 66  | 21 | 5  | 0  | 5  | 8  |
| 1990–91   | Edmonton Oilers       | NHL       | 70  | 40  | 28  | 68  | 113 | 18 | 7  | 6  | 13 | 16 |
| 1991–92   | Edmonton Oilers       | NHL       | 57  | 21  | 13  | 34  | 52  | 15 | 1  | 4  | 5  | 8  |
| 1992–93   | Edmonton Oilers       | NHL       | 68  | 32  | 16  | 48  | 100 | —  | —  | —  | —  | —  |
| 1993–94   | Tampa Bay Lightning   | NHL       | 75  | 28  | 27  | 55  | 76  | —  | —  | —  | —  | —  |
| 1994–95   | AC ZPS Zlín           | CZE       | 1   | 1   | 0   | 1   | 0   | —  | —  | —  | —  | —  |
| 1994–95   | EHC Wolfsburg         | DEL       | 12  | 27  | 11  | 38  | 28  | —  | —  | —  | —  | —  |
| 1994–95   | Tampa Bay Lightning   | NHL       | 47  | 13  | 13  | 26  | 26  | —  | —  | —  | —  | —  |
| 1995–96   | Tampa Bay Lightning   | NHL       | 67  | 22  | 30  | 52  | 68  | 4  | 2  | 0  | 2  | 14 |
| 1996–97   | Cleveland Lumberjacks | IHL       | 19  | 7   | 14  | 21  | 6   | —  | —  | —  | —  | —  |
| 1996–97   | Los Angeles Kings     | NHL       | 8   | 0   | 4   | 4   | 2   | —  | —  | —  | —  | —  |
| 1996–97   | Pittsburgh Penguins   | NHL       | 9   | 1   | 3   | 4   | 4   | —  | —  | —  | —  | —  |
| 1996–97   | Edmonton Oilers       | NHL       | 16  | 1   | 5   | 6   | 6   | 6  | 0  | 0  | 0  | 4  |
| 1997–98   | Krefeld Pinguine      | DEL       | 38  | 7   | 12  | 19  | 18  | —  | —  | —  | —  | —  |
| 1998–99   | Adirondack Red Wings  | AHL       | 15  | 2   | 6   | 8   | 8   | —  | —  | —  | —  | —  |
| 1998–99   | Detroit Red Wings     | NHL       | 13  | 1   | 0   | 1   | 4   | —  | —  | —  | —  | —  |
| 2001–02   | HC Chemopetrol        | CZE       | 52  | 24  | 10  | 34  | 36  | —  | —  | —  | —  | —  |
| 2002–03   | HC Chemopetrol        | CZE       | 41  | 13  | 6   | 19  | 28  | —  | —  | —  | —  | —  |
| Total NHL | Total NHL             | Total NHL | 786 | 313 | 260 | 573 | 671 | 95 | 28 | 24 | 52 | 83 |

### Selección nacional
| Año          | Selección      | Evento       |    | J  | G  | A  | Pts | Pen. |
| ------------ | -------------- | ------------ | -- | -- | -- | -- | --- | ---- |
| 1982         | Checoslovaquia | EJC          | 5  | 7  | 2  | 9  | 12  |      |
| 1983         | Checoslovaquia | WJC          | 7  | 4  | 4  | 8  | 6   |      |
| 1984         | Checoslovaquia | WJC          | 7  | 6  | 4  | 10 | 22  |      |
| 1984         | Checoslovaquia | CC           | 5  | 2  | 1  | 3  | 4   |      |
| Total Junior | Total Junior   | Total Junior | 19 | 17 | 10 | 27 | 40  |      |
| Total Mayor  | Total Mayor    | Total Mayor  | 5  | 2  | 1  | 3  | 4   |      |